# Andrena schulzi
Andrena schulzi är en biart som beskrevs av Embrik Strand 1921. Andrena schulzi ingår i släktet sandbin, och familjen grävbin. Inga underarter finns listade i Catalogue of Life.